# Winnogóra
Winnogóra (niem. Weinberg) – osada w Polsce położona w województwie wielkopolskim, w powiecie szamotulskim, w gminie Wronki.
Pod koniec XIX wieku na osadę w lasach biezdrowskich używano nazwy Winna Góra. Należała wówczas do parafii Żoń. W latach 1975–1998 miejscowość administracyjnie należała do województwa pilskiego.
W 1851 w Winnogórze urodził się Juliusz Wieczerski Durski, tworzący w Brazylii fotograf, uznawany za jednego z najważniejszych brazylijskich fotografów drugiej połowy XIX wieku.